# Haus Dlamini

Das Wappen Eswatinis mit den königlichen Symbolen

Das Haus Dlamini ist die königliche Familie des Königreichs Eswatini. Das gegenwärtige Oberhaupt des Hauses ist König Mswati III. Die eswatinischen Könige tragen den Titel Ngwenyama und üben die Herrschaft gemeinsam mit der Königsmutter aus, die den Titel Ndlovukati trägt. Die eswatinischen Könige praktizieren die Vielehe wie andere Nguni-Völker, und haben daher viele Frauen und Kinder. Vom König wird erwartet, dass er Frauen aus den verschiedenen Volksgruppen heiratet, um die Verbindung zu den Volksgruppen zu verstärken. Die Frauen des Königs dürfen selbst keine Abstammung aus der Blutlinie des Hauses Dlamini haben.

## Gründung
Die Dynastie der Dlamini reicht zurück bis zum Häuptling Dlamini I., der auch unter dem Namen Matalatala bekannt ist. Von ihm wird erzählt, dass er zusammen mit dem Volk der Swasi von Ostafrika durch die Gebiete des heutigen Tansania und Mosambik in das heutige Siedlungsgebiet gezogen sei.
Der erste König aus der Reihe der Herrscher Eswatinis war Ngwane III., der von 1745 bis 1780 regierte. In den Anfangsjahren der Herrschaft wurden sowohl das Volk, als auch das Land, das sie bewohnten, als Ngwane bezeichnet, nach dem Namen des Königs Ngwane III.
Im frühen 19. Jahrhundert unter der Regierung von König Sobhuza I. verlagerte sich das Machtzentrum in das Ezulwini-Tal. Im Süden des Landes, heute Shiselweni, gab es Spannungen zwischen den Ngwane und den Ndwandwe, die zu bewaffneten Auseinandersetzungen führten. Um dem Konflikt zu entgehen, verlagerte Sobhuza die Hauptstadt nach Zombodze. Bei dieser Gelegenheit eroberte er die Gebiete von früheren Bewohnern des Landes und brachte sie unter seine Kontrolle. Später konnte er einen Krieg mit dem aufkommenden Königreich der Zulu unter Shaka Zulu verhindern, das südlich des Pongola bestand. Seit dieser Zeit wuchs die Macht der Dlamini über das gesamte heutige Eswatini. Der Herrschaftsbereich erstreckte sich zeitweise auch auf Gebiete nördlich von Eswatini, die später an Südafrika abgetreten wurden.

## Die königliche Familie

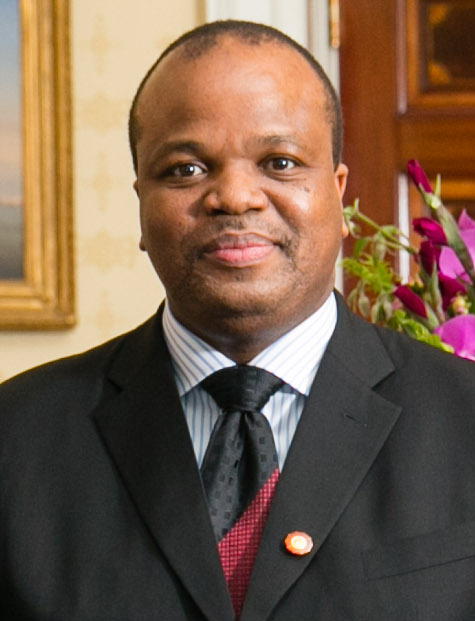
Mswati III, seit 1986 König von Eswatini

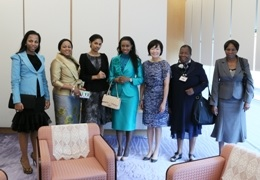
Einige der Frauen des Königs treffen Akie Abe im Jahr 2013

Die königliche Familie besteht aus dem König, der Königsmutter mit dem Titel Ndlovukati, den Frauen des Königs mit dem Titel Emakhosikati, den Kindern des Königs, den Geschwistern des Königs, den Halbgeschwistern und deren Familien. Durch die Polygamie ergibt sich eine große Anzahl von Personen, die zum Königshaus gehören und die im Umfang nicht scharf abgegrenzt werden kann. König Mswati alleine soll über 200 Brüder und Schwestern haben.
Angehörige der königlichen Familie, einschließlich des Königs waren in nationale und internationale Skandale verwickelt. Der König und sein Haushalt wurden häufig kritisiert wegen Geldverschwendung, während das Land unter Armut leidet. Die Kosten für die vielen Frauen und Kinder des Königs bilden einen beträchtlichen Teil des Staatshaushalts. Kritisiert wird, dass die königliche Familie anscheinend in ihrer eigenen Welt lebt und an den Schwierigkeiten des Landes keinen Anteil nimmt.

## Bekannte Mitglieder
Eine Schwester Msawatis ist Mantfombi Dlamini, die eine der Ehefrauen von Goodwill Zwelithini kaBhekuzulu, dem König der Zulu, ist. König Mswati ist verschwiegert mit Prinzessin Zenani Mandela-Dlamini, der Tochter von Nelson Mandela und Winnie Madikizela. Sie hat einen älteren Bruder von Mswati, nämlich Prinz Thumbumuzi Dlamini geheiratet, und ist Botschafterin für Südafrika.
Aus dem Haus Dlamini kommen in den meisten Fällen auch die Premierminister des Königreichs Eswatini, die vom König berufen werden. Angehörige des Hauses sind lokale Häuptlinge in den Chiefdoms (Umphakatsi) und finden sich als gewählte oder berufene Mitglieder im House of Assembly of Eswatini und im Senate of Eswatini. Viele Mitglieder besetzen Stellen in der Verwaltung oder in Staatsbetrieben. Prinzessin Sikhanyiso Dlamini, die älteste Tochter von König Mswati III, wurde bei der Regierungsneubildung am 3. November 2018 als Minister of Information, Communication and Technology in das 11. Regierungskabinett berufen.
Viele Angehörige der königlichen Familie bekamen ihre Schulbildung im Ausland. König Mswati III war mehrere Jahre an der Sherborne School in Dorset, England.
Die offizielle Residenz des Königs und der Familie ist der Lozitha-Palast in Lobamba, es gibt weitere Paläste und einen Palast für die Gefolgschaft der Königsmutter.